# Loke pri Zagorju
Loke pri Zagorju este o localitate din comuna Zagorje ob Savi, Slovenia, cu o populație de 241 de locuitori.